# Courtney Love
Courtney Michelle Love (nhũ danh Harrison; sinh ngày 9 tháng 7 năm 1964) là nữ ca sĩ, nhạc sĩ và diễn viên người Mỹ. Bà nổi tiếng cùng với ban nhạc alternative rock Hole, thành lập năm 1989.
Sinh ra trong một gia đình có cha mẹ là người theo chủ nghĩa văn hóa phản kháng ở San Francisco, Love có một tuổi thơ phiêu bạt, nhưng sau này bà chủ yếu lớn lên thành phố ở Portland, Oregon. Cũng tại đây, bà tham gia nhiều ban nhạc punk và đi hát ở địa phương. Trước khi thành lập ban nhạc Hole ở Los Angeles cùng với nghệ sĩ guitar Eric Erlandson, bà từng đảm nhận vai phụ trong các phim như Sid and Nancy (1986) và Straight to Hell (1987).
Nhóm nhạc của bà nhận được nhiều lời khen ngợi từ giới báo chí cho album đầu tay năm 1991, Pretty on the Inside, do nhạc sĩ Kim Gordon sản xuất. Album thứ hai, Live Through This (1994), cũng được các nhà phê bình đánh giá cao và được chứng nhận Bạch kim từ hiệp hội thu âm Mỹ, RIAA. Năm 1995, Love trở lại với diễn xuất và nhận được đề cử giải Quả cầu vàng cho vai Althea Leasure trong The People vs. Larry Flynt của đạo diễn Miloš Forman (1996). Album thứ ba sau đó của Hole, Celebrity Skin (1998), cũng nhận được ba đề cử giải Grammy.
Love tiếp tục nghề diễn xuất tới đầu những năm 2000, tham gia vào các phim có đầu tư kinh phi lớn như Man on the Moon (1999) và Trapped (2002). Năm 2004, bà ra mắt album phòng thu đầu tay, America's Sweetheart. Những năm tiếp theo trong sự nghiệp, bà gặp nhiều biến cố với việc nghiện chất kích thích, rắc rối với pháp luật và từng trải qua thời gian cai nghiện năm 2005. Giai đoạn năm 2014 - 2015, Love phát hành hai đĩa đơn solo và quay lại diễn xuất trong các sê-ri phim như Sons of Anarchy và Empire. Năm 2020, bà cho biết đang lên kế hoạch và viết nhạc mới.

## Danh sách album
Ban nhạc Hole
- Pretty on the Inside (1991)
- Live Through This (1994)
- Celebrity Skin (1998)
- Nobody's Daughter (2010)

Sự nghiệp đơn ca
- America's Sweetheart (2004)